# Selmasongs
SelmaSongs, es un álbum lanzado en septiembre de 2000 por la cantante y compositora islandesa Björk. Este álbum corresponde a la banda sonora de la película Bailando en la oscuridad que fue dirigida por el danés Lars von Trier y protagonizada también por Björk.
En general las críticas del álbum son positivas aunque un buen número de ellas señala la poca calidad con respecto a otros trabajos de Björk sobre todo con Homogenic, un trabajo mucho más oscuro e innovador según la crítica musical. Señalan en especial la colaboración con Catherine Deneuve y Thom Yorke, aunque también hay otras que apuntan a la producción del álbum.

## Recepción
En general las críticas del álbum son positivas aunque un buen número de ellas señala la poca calidad con respecto a otros trabajos de BJörk sobre todo con Homogenic, un trabajo mucho más oscuro e innovador según la crítica musical. Señalan en especial la colaboración con Catherine Deneuve y Thom Yorke, aunque también hay otras que apuntan a la producción del álbum. La nota más alta se la da Alternative press con un 5/5 mientras que la nota más baja se la da la revista Rolling stone con un 3/5, aun así todas las críticas sobrepasan el aprobado. En cuanto a la puntuación de los usuarios de páginas webs, la puntuación del álbum supera el aprobado llegando al notable 7/10.

### Crítica especializada
| Crítica especializada  | Crítica especializada |
| ---------------------- | --------------------- |
| Publicación            | Calificación          |
| Allmusic               | [ 1 ]                 |
| Slant magazine         | [ 2 ]                 |
| Entertainment weekly   | C- (5.5/10)           |
| American hit network   | A- (8.5/10            |
| Pitchfork media        | [ 5 ]                 |
| Alternative Press      | [ 6 ]                 |
| NME                    | [ 7 ]                 |
| Rolling Stone          | [ 8 ]                 |
| Spin                   | [ 9 ]                 |
| Puntuación de usuarios |                       |
| Metacritic             | [ 10 ]                |
| Epinions               | [ 11 ]                |
| Amazon.com             | [ 12 ]                |

En Allmusic la crítica Heather Phares le da 3.5 sobre cinco estrellas diciendo de él que es y no un álbum de Björk. Lo es porque está «lleno de [...] creatividad» emociones, voces y arreglos de Björk, pero no lo es porque no es como los otros álbumes, ni siquiera el «oscuro Homogenic.» Sobre las canciones dice que las mejores son expresión de la inventiva y el talento de Björk, «Cvalda» es como de dibujos animados mientras que «Scatterheart» es triste, «In the musicals» «muestra cómo de fácil es para Selma introducirse» en sus ensoñaciones y está acompañada de cuerdas, arpa y xilófono. En cuanto a «New world» dice que toma la melodía de «Overture» pero que la acompaña con letra y sonidos de fábrica y de «I've seen it all», dueto con Thom Yorke dice la crítica que captura el romance con su compañero de trabajo en la película, finalmente «107 steps» «lleva al oyente al día final». «Íntimo y teatral, innovador y atado a la tradición, Selmasongs dibuja el retrato de una mujer perdiendo su sentido de la vista, pero mantiene la visión única de Björk», concluye Phares. Sal Cinquemani de Slant magazine le da 4.5 sobre cinco estrellas habla del álbum de forma positiva diciendo de las canciones que «Cvalda» está «brillantemente basada en sonidos reales de una fábrica», parecida a «I've seen it all», acompañada de sonidos de las vías de un tren y destacando la tristeza de la canción. «Scatterheart» libre de la presión de la película suena más a Björk que las otras canciones pudiendo incluirse incluso en Homogenic. En EW David Browne le otorga un C- (5.5/10) diciendo de él que es tan su sonido es tan impresionante como Homogenic pero que hay algo en el álbum que muestra los «aspectos más preciosos e irritantes de la voz élfica de Björk.» En cuanto a las canciones habla de «I've seen it all» como si fuese una canción del nuevo milenio de Fred y Rogers.
En American hit network le dan un A- (8.5/10) diciendo de la cantante que logró llevar el nivel de creatividad emocional a un nuevo nivel utilizando todo tipo de sonidos como de fábrica, onomatopeyas, trenes, orquestas e incluso a dos celebridades tan dispares como Catherine Deneuve y Thom Yorke. De las canciones dice que proyectan imágenes que casi pueden verse y lo relaciona con la ceguera de la actriz protagonista de la película, de «Scatterheart» dice que es expresiva mientras que de «In the musicals» es optimista. En cuanto a la orquestación dice que es brillante en todo el álbum y que ayuda a colorear las melodías de las canciones del principio y del final del álbum, «Overture» y «New world». En Pitchfork media le dan un 7.4 sobre diez comparando al álbum con Homogenic, diciendo de él que es inventivo y poco convencional y que desarrolla los sonidos ya expuestos en el álbum ya citado. A «Overture» la describe como «maravillosamente arreglada», de «Cvalda» dice que está compuesta con «maquinaria industrial», de «I've seen it all» dice que es algo cliché. Según Ryan Schreiber, la última canción del álbum logra salvar el CD con uno de «los mejores trabajos de Björk», «New world» comienza con un ritmo algo apagado que retoma la melodía y trompa de la «sublime "Overture".» Aunque considera los arreglos y la producción excelente, de que solo tiene pocos momentos memorables fallando en alcanzar el nivel de las canciones de los anteriores trabajos de Björk. Destaca del álbum que es más bien colaborativo diciendo de él que solo una de las siete canciones es solo de la cantante.

### Puntuación de oyentes
En Metacritic le dan un 9/10, mientras que en Epinions le dan 4/5. En Amazon le dan un 4.4/5,

## Lista de canciones
| SelmaSongs |                                     |                                         |          |  |
| N.º        | Título                              | Escritor(es)                            | Duración |  |
| 1.         | «Overture» (Instrumental)           | Björk                                   | 3:38     |  |
| 2.         | «Cvalda» (con Catherine Deneuve)    | Björk, Mark Bell, Sjón & Lars von Trier | 4:48     |  |
| 3.         | «I've seen it all» (con Thom Yorke) | Björk, Sjón & Lars von Trier            | 5:29     |  |
| 4.         | «Scatterheart»                      | Björk, Sjón & Lars von Trier            | 6:39     |  |
| 5.         | «In the musicals»                   | Björk, Mark Bell, Sjón & Lars von Trier | 6:39     |  |
| 6.         | «107 steps» (con Siobhan Fallon)    | Björk, Sjón & Lars von Trier            | 2:36     |  |
| 7.         | «New world»                         | Björk, Sjón & Lars von Trier            | 4:23     |  |
| 32:14      |                                     |                                         |          |  |

| Lista de temas en la película | |                     |          |  |
| N.º                           | Título | Escritor(es)        | Duración |  |
| 1.                            | «Overture»                                                                                                 | Björk/Graham Massey |          |  |
| 2.                            | «Cvalda» (con Catherine Deneuve)                                                                           |                     |          |  |
| 3.                            | «I've seen it all» (con Peter Stormare)                                                                    |                     |          |  |
| 4.                            | «Smith and Wesson» (con David Morse, Cara Seymour and Edward Ross) (también conocida como "Scatterheart")) |                     |          |  |
| 5.                            | «In the musicals» (Parte 1)                                                                                |                     |          |  |
| 6.                            | «In the musicals» (Parte 2)                                                                                |                     |          |  |
| 7.                            | «My favourite things»                                                                                      |                     |          |  |
| 8.                            | «107 steps» (con Shioban Fallon)                                                                           |                     |          |  |
| 9.                            | «The last song»                                                                                            |                     |          |  |
| 10.                           | «New world»                                                                                                |                     |          |  |

## Listas y posicionamiento
| Year | Álbum      | ESP | RU | EE. UU. | AU | FR | Información adicional              |
| ---- | ---------- | --- | -- | ------- | -- | -- | ---------------------------------- |
| 2000 | Selmasongs | -   | 34 | 41      | -  | 4  | Banda sonora de Dancer in the Dark |

## Músicos y equipo de producción
01. Producción: Björk. Orquesta, dirección y arreglo: Vincent Mendoza. Mezcla: Mark Spike Stent.

02, 04, 05, 06 y 07. Arreglo: Björk y Vincent Mendoza. (02, 04, 05 y 06. Producción: Björk y Mark Bell).

03. Producción: Björk y Mark Bell. Arreglo: Björk, Vincent Mendoza y Guy Sigsworth. Ingeniería y grabación: Valgeir Sigurdsson en los estudios de Greenhouse, Reikiavik y Osterted, Copenhague.

Todas las canciones escritas por Björk. Excepciones: 02 y 05: Björk, Mark Bell, Sjón y Lars von Trier. 03, 04, 06 y 07: Björk, Sjón y Lars von Trier.

Locación de sonidos: Per Streit y Ad Stoop. Procesamiento de celesta: Damian Taylor. Celesta: Björk y Guy Sigsworth. Edición vocal: Björk. Programación: Mark Bell y Valgeir Sigurdsson.

Grabación de orquesta: Geoff Foster. Asistente: Ben Georgiades en Air Lyndhurst Studios, Londres. Grabación adicional: Paul "Dub" Walton. Asistente: Matt Fields en Olympic Studios, Londres. Grabación adicional y Pro Tools: Jake Davies en El Cortijo Studios, Benahavís. Mezcla: Olympic Studios, Londres. Pro Tools: Jan "Stan" Kybert. Asistente de mezcla: Wayne Wilkins. Armado de orquesta: Isobel Griffiths. Coordinación de sesiones: Siobhan Paine.

Mark Bell aparece por cortesía de Warp Records.

Thom Yorke aparece por cortesía de Parlophone records.